# Henrietta (Missouri)
Henrietta – miasto w Stanach Zjednoczonych, w stanie Missouri, w hrabstwie Ray.